# Trophée Européenne Pentatlon
Europese biljartkampioenschappen voor landenteams om de Trophée Européenne Pentatlon, kortweg T.E.P., werden voor het eerst gespeeld in het Nederlandse Amersfoort onder auspiciën van de Europese Biljartbond; Confédération Européenne de Billard (CEB). Tot en met 1984 werd dit kampioenschap tweejaarlijks verspeeld. Daarna volgde een onderbreking van vijf jaren en in 1989 en 1991 vonden de laatste twee edities plaats. In totaal werd dit kampioenschap twaalf keer verspeeld. Voor elk deelnemend land komen vijf spelers in actie die elk een verschillende spelsoort voor hun rekening nemen. Een landenwedstrijd bestaat uit partijen in het libre, de ankerkadervarianten 47/2 (1966-1974) of 47/1 (1976-1991) en 71/2, het bandstoten en het driebanden. De trofee die aan de winnaar wordt overhandigd heet in de volksmond “De Prins Bernhard Cup”. België won deze zes keer, Nederland vijf keer en in 1984 was Duitsland de sterkste.

## Erelijst
| Editie | Jaar | Land | Plaats           | Teams | Goud           | Zilver         | Brons          |   | L   | 47/2 | 71/2 | 47/1 | 1B  | 3B | Opmerking      |
| ------ | ---- | ---- | ---------------- | ----- | -------------- | -------------- | -------------- | - | --- | ---- | ---- | ---- | --- | -- | -------------- |
| 1      | 1966 | NL   | Amersfoort       | 6     | Nederland A    | België A       | West-Duitsland | - | 500 | 400  | 300  | nvt  | 200 | 60 |                |
| 2      | 1968 | NL   | Amersfoort       | 6     | België         | Nederland A    | Spanje         | - | 500 | 400  | 300  | nvt  | 200 | 60 |                |
| 3      | 1970 | NL   | Amersfoort       | 6     | België         | West-Duitsland | Frankrijk      | - | 500 | 400  | 300  | nvt  | 200 | 60 |                |
| 4      | 1972 | NL   | Amersfoort       | 6     | België         | Nederland      | Frankrijk      | - | 500 | 400  | 300  | nvt  | 200 | 60 |                |
| 5      | 1974 | NL   | Amersfoort       | 6     | België         | West-Duitsland | Nederland      | - | 500 | 400  | 300  | nvt  | 200 | 60 |                |
| 6      | 1976 | NL   | Amersfoort       | 6     | Nederland      | België         | Oostenrijk     | - | 500 | nvt  | 300  | 300  | 200 | 60 |                |
| 7      | 1978 | NL   | Amersfoort       | 6     | Nederland A    | West-Duitsland | België         | - | 500 | nvt  | 300  | 300  | 200 | 60 |                |
| 8      | 1980 | NL   | Amersfoort       | 6     | Nederland      | West-Duitsland | België         | - | 500 | nvt  | 300  | 300  | 200 | 60 |                |
| 9      | 1982 | NL   | Amersfoort       | 6     | Nederland      | België         | West-Duitsland | - | 500 | nvt  | 300  | 300  | 200 | 60 |                |
| 10     | 1984 | NL   | Amersfoort       | 8     | West-Duitsland | Nederland      | Oostenrijk     | - | 400 | nvt  | 250  | 250  | 150 | 50 |                |
| 11     | 1989 | DK   | Nykøbing Falster | 8     | België         | West-Duitsland | Spanje         | - | 100 | nvt  | 60   | 60   | 50  | 15 | Best-of-3 sets |
| 12     | 1991 | NL   | Amersfoort       | 6     | België         | Duitsland      | Nederland A    | - | 400 | nvt  | 200  | 200  | 150 | 50 |                |

## Medaillespiegel
| Plaats | Naam       | Goud | Zilver | Brons | Totaal |
| 1      | België     | 6    | 3      | 2     | 11     |
| 2      | Nederland  | 5    | 3      | 2     | 10     |
| 3      | Duitsland  | 1    | 6      | 2     | 9      |
| 4      | Frankrijk  |      |        | 2     | 2      |
| 4      | Oostenrijk |      |        | 2     | 2      |
| 4      | Spanje     |      |        | 2     | 2      |
| Totaal | Totaal     | 12   | 12     | 12    | 36     |